# Maria Zittrauer
Maria Zittrauer, née le 10 janvier 1913 à Badbruck, Bad Gastein, Salzbourg et morte le 6 juillet 1997 à Bad Gastein, est une femme de lettres et poétesse autrichienne. Elle a été la première lauréate du prix Georg-Trakl de poésie.

## Prix de poésie  Maria-Zittrauer
A l'occasion du 90e anniversaire de la poétesse de Bad Gastein a été lancé en 2003 par le groupe culturel de la ville le Maria-Zittrauer-Lyrik-Förderpreis. Le premier appel à propositions a eu lieu en 2004 dans le but de promouvoir les poètes vivant ou nés à Salzbourg  dont les œuvres lyriques n'ont pas encore été éditées sous forme de livre.